# Synthon (bedrijf)
Het Nederlandse farmaceutische bedrijf Synthon ontwikkelt en produceert hoogwaardige generieke en innovatieve geneesmiddelen. 
Synthon is in 1991 opgericht door de organisch chemici Jacques Lemmens en Marijn Oosterbaan op de Radboud Universiteit Nijmegen. Het bedrijf is een verticaal geïntegreerde wereldleider in de ontwikkeling van complexe generieke medicijnen voor therapeutische gebieden zoals oncologie, centraal zenuwstelsel en hart- en vaatziekten.
Synthon is actief in Nederland, Tsjechië, Spanje, de Verenigde Staten, Argentinië, Chili, Rusland, Mexico en Zuid-Korea met circa 1.600 medewerkers. Het hoofdkantoor is gevestigd in Nijmegen.
De farmaceutische multinational werd in 2019 voor een deel verkocht aan de Britse investeringsmaatschappij BC Partners eind 2024 heeft Goldman Sachs een meerderheids belang genomen in Synthon . 